# Roger Hawkins (batterista)
Roger Hawkins (Mishawaka, 16 ottobre 1945 – Sheffield, 20 maggio 2021) è stato un batterista statunitense noto prevalentemente per la sua militanza nella band Traffic e per la sua lunga e prolifica attività di turnista.

## Biografia
Ha lavorato con Aretha Franklin, Julian Lennon, Etta James, Wilson Pickett, Joan Baez, Paul Anka, Cat Stevens, Rod Stewart, Kim Carnes, Glenn Frey, Linda Ronstadt, Paul Simon, Art Garfunkel, Patti Austin, José Feliciano, Ry Cooder, Leon Russell, Eric Clapton, Solomon Burke, J.J. Cale, Eddie Floyd, Nick Kamen, Cher, Clarence Carter, Bob Seger, Joe Cocker, Bonnie Bramlett, Boz Scaggs, Albert King, Willie Nelson.

## Discografia

### Solista
- 2009 - Happy Birthday Nan
- 2010 - Making Wopee

### Traffic
- 1973 - Shoot Out at the Fantasy Factory

### Con gli Alabama
- 1986 - The Touch

### Con i Muscle Shows Rhythm Section
- 1976 - The Cream of Muscle Shoes

### Collaborazioni
- 1966 - The Exciting Wilson Pickett - Wilson Pickett
- 1967 - Aretha Arrives - Aretha Franklin
- 1968 - King Solomon - Solomon Burke
- 1969 - 3614 jackson Highway - Cher
- 1970 - Spirit in the Dark - Aretha Franklin
- 1971 - Another Cycle - Jimmy Cliff
- 1971 - Leon Russell and the Shelter People - Leon Russell
- 1972 - The Hills of Indiana - Lonnie Mack
- 1972 - My Time - Boz Scaggs
- 1972 - On How We Danced - Jim Capaldi
- 1972 - Understanding - Bobby Womack
- 1973 - Solid Ground - Dave Elliot
- 1974 - Looking for a Love Again - Bobby Womack
- 1975 - Beautiful Looser - Bob Seger
- 1975 - Break Away - Art Garfunken
- 1975 - Short Cut Down Blood - Jim Capaldi
- 1976 - Home is Where the Heart is - Bobby Womack
- 1977 - Watermark - Art Garfunken
- 1978 - Multiple Flash - Pete Carr
- 1979 - Hones Lullaby - Joan Baez
- 1979 - Runaway Dreams - Greg Adams
- 1980 - Foolish Behavior - Rod Stewart
- 1981 - Tonight I'm Yours - Rod Stewart
- 1981 - Standing on the Edge - Rod Stewart
- 1983 - Money and Cigarettes - Eric Clapton
- 1986 - Wall to Wall - Johnnie Taylor
- 1987 - Nick kamen - Nick Kamen
- 1988 - Crossroads - Eric Clapton
- 1992 - The Right Time - Etta James
- 1995 - Mendo Hotel - Wayne Perkins
- 1998 - What's in That Bag? - Chuck Leavell